# Lake Madison
Lake Madison è un census-designated place (CDP) degli Stati Uniti d'America, situato nello stato della Dakota del sud, nella contea di Lake. Secondo il censimento del 2020 gli abitanti di Lake Madison ammontavano a 829.